# Trimethylzinn-Verbindungen
Trimethylzinn-Verbindungen (abgekürzt TMT nach englisch Trimethyltin) sind zinnorganische Verbindungen. Sie sind dafür bekannt als Neurotoxin, auf Bereiche des limbischen Systems, der Großhirnrinde und des Hirnstamms schädigend zu wirken.

## Vertreter
- Trimethylzinnacetat[S 1]
- Trimethylzinnchlorid
- Trimethylzinncyanat[S 2]
- Trimethylzinnhydroxid[S 3]
- Trimethylzinniodid[S 4]
- Trimethylzinnisothiocyanat[S 5]
- Trimethylzinnsulfat[S 6]
- Trimethylzinnthiocyanat[S 7]

## Externe Links zu erwähnten Verbindungen
1. ↑  Externe Identifikatoren von bzw. Datenbank-Links zu Trimethylzinnacetat:  CAS-Nr.: 1118-14-5, ECHA-InfoCard: 100.289.298, PubChem: 16683364, ChemSpider: 21270003, Wikidata: Q83015603.
2. ↑  Externe Identifikatoren von bzw. Datenbank-Links zu Trimethylzinncyanat:  CAS-Nr.: 73940-86-0, ECHA-InfoCard: 100.299.777, PubChem: 16684610, Wikidata: Q83103218.
3. ↑  Externe Identifikatoren von bzw. Datenbank-Links zu Trimethylzinnhydroxid:  CAS-Nr.: 56-24-6, EG-Nr.: 677-697-9, ECHA-InfoCard: 100.202.818, PubChem: 11217597, ChemSpider: 21241881, Wikidata: Q27251132.
4. ↑  Externe Identifikatoren von bzw. Datenbank-Links zu Trimethylzinniodid:  CAS-Nr.: 811-73-4, ECHA-InfoCard: 100.296.459, PubChem: 94981, ChemSpider: 85702, Wikidata: Q83111648.
5. ↑  Externe Identifikatoren von bzw. Datenbank-Links zu Trimethylzinnisothiocyanat:  CAS-Nr.: 15597-43-0, ECHA-InfoCard: 100.299.723, PubChem: 204017, Wikidata: Q83035257.
6. ↑  Externe Identifikatoren von bzw. Datenbank-Links zu Trimethylzinnsulfat:  CAS-Nr.: 63869-87-4, ECHA-InfoCard: 100.294.127, PubChem: 16684593, Wikidata: Q83088742.
7. ↑  Externe Identifikatoren von bzw. Datenbank-Links zu Trimethylzinnthiocyanat:  CAS-Nr.: 4638-25-9, ECHA-InfoCard: 100.292.598, PubChem: 199646, Wikidata: Q83069834.